# Templo de Santo Domingo (Puebla)
Koordinaten: 19° 2′ 49″ N, 98° 11′ 53″ W
Der Templo de San Domingo Guzmán (kurz: Iglesia oder Templo de San Domingo) ist eine bedeutende Kirche in der mexikanischen Stadt Puebla. Sie gehörte ursprünglich zu einem Dominikanerkloster und liegt in der Calle 5 de mayo im historischen Zentrum, das zum Weltkulturerbe der UNESCO gehört.
Die dazugehörige Rosenkranzkapelle (spanisch: Capilla del Rosario) gilt als das größte Juwel des mexikanischen Barock und wurde einst als achtes Weltwunder angesehen, Papst Johannes Paul II. bezeichnete sie bei seinem Besuch 1979 als „Reliquienschrein von Amerika“.

## Die Kirche

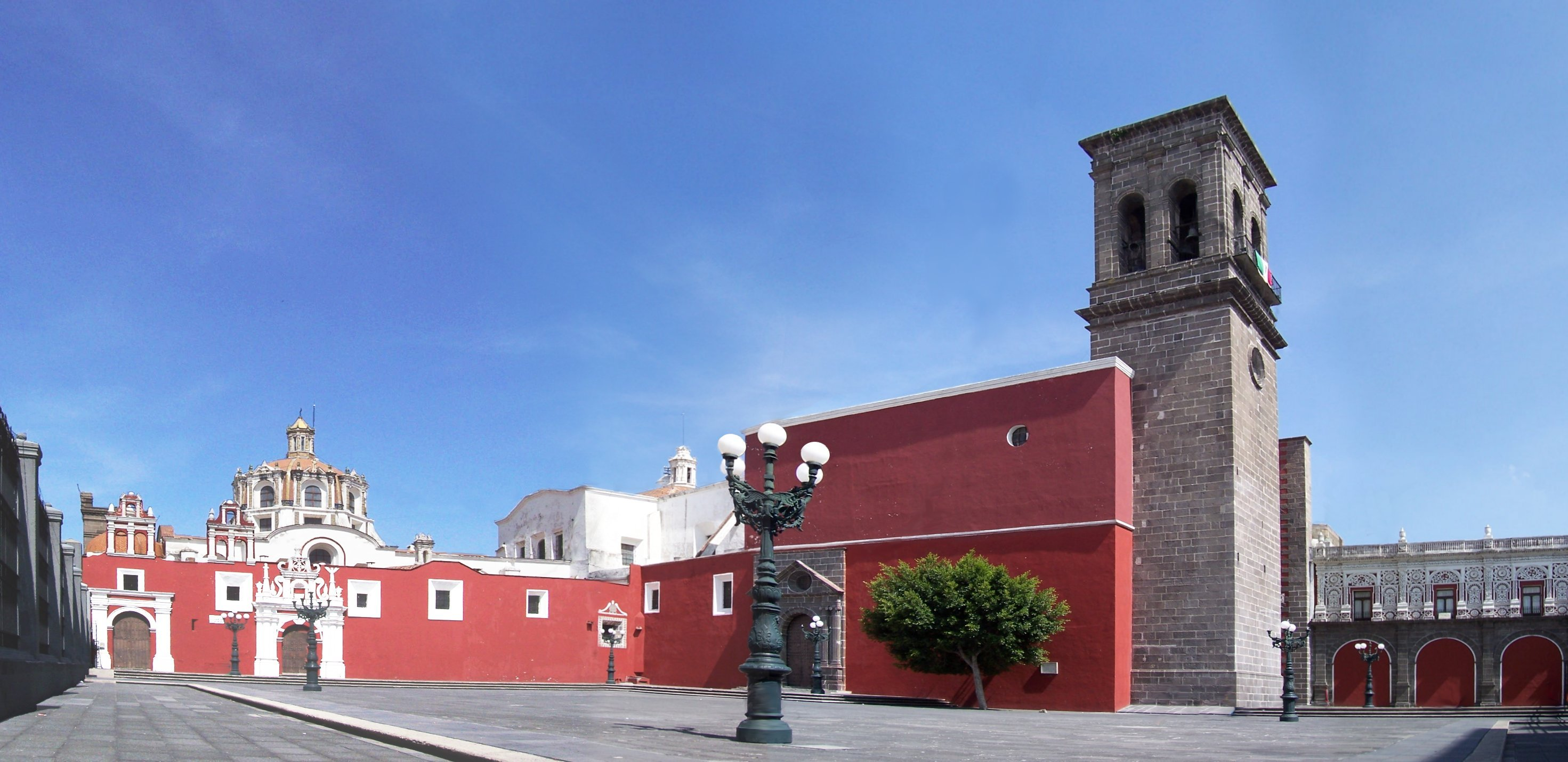
Der Gebäudekomplex von Santo Domingo mit der Capilla del Rosario (links) und ehemaliger Porteria (ganz rechts)

### Geschichte
Die ersten Dominikanermönche kamen 1534 nach Puebla, auf Wunsch des ersten Bischofs der Diözese von Tlaxcala, Fray Julián Garcés. Noch im selben Jahr begannen sie mit dem Bau einer einfachen Kirche, die dem Heiligen Erzengel Michael geweiht war.
Ab 1571 begann man mit dem Neubau der aktuellen Kirche. Die Arbeiten lagen in den Händen des Architekten Francisco Becerra. 1611 war zumindest der Rohbau mit der Fassade fertig, die Arbeiten zogen sich jedoch noch bis 1659 hin, wie man einer Inschrift nahe beim Eingang entnehmen kann. 1801 wurde der Turm in seiner aktuellen Form erbaut.

### Beschreibung
Man betritt den Vorhof der Kirche durch ein stuckverziertes Portal, das von einer Figur des Erzengels Michael und einem Kreuz bekrönt wird.
Im Atrium befinden zwei Kapellen: die Capilla de los Mixtecos mit einem barocken Portal und einem Lambris von Azulejos im Inneren, und die Kapelle des Tertianerordens (de la Tercera Orden).

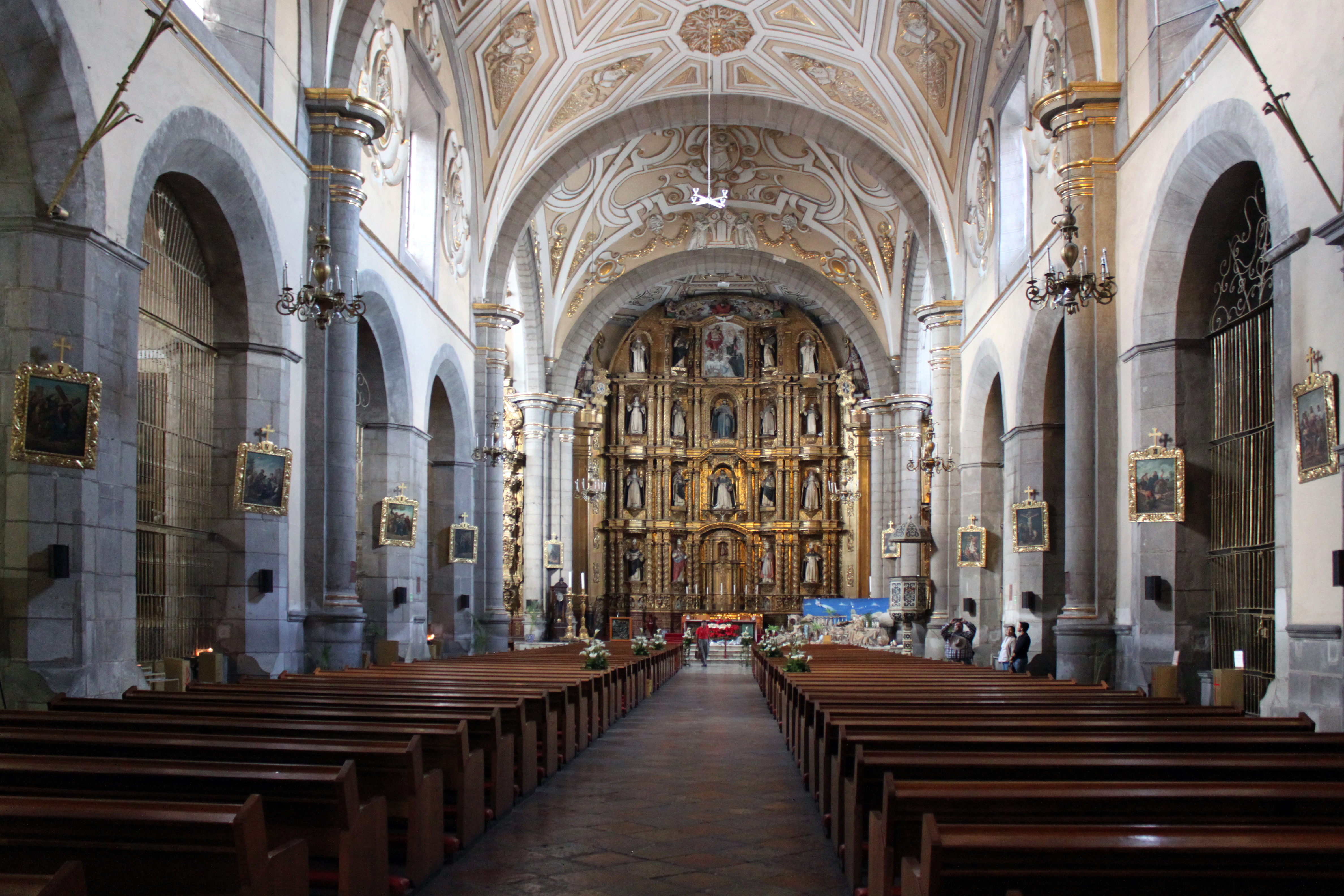
Das Kirchenschiff von Santo Domingo

Rechts vom Hauptportal der Kirche, neben dem Turm, befinden sich die Reste der alten Klosterpforte (porteria), deren einstige Bögen heute zugemauert sind (Stand 2019). Die Wände zwischen den Fenstern des ersten Geschosses sind reich mit Stuck verziert.
Das mächtige Eingangsportal der Kirche aus grauem Granit wirkt schlicht und asketisch. Es wird im untersten Register von acht glatten toskanischen Säulen gegliedert, der Fries darüber zeigt abwechselnd achtzackige Sterne und Rosen; im zweiten Register eckige und plastische Lisenen ionischer Ordnung. Über dem Rundbogentor sieht man eine Figur des Erzengels Michael, flankiert von zwei Hunden (Symbole der Dominikaner), darüber ein viereckiges Fenster und ganz oben eine marmorne Relieffigur des Heiligen Dominikus.
Das weiträumige Kirchenschiff entspricht formal einem lateinischen Kreuz und ist in seinen Grundzügen schlicht und asketisch, es lebt vom zurückhaltenden farblichen Kontrast der weißgekalkten Wände mit dem grauen Granit der Pfeiler und Rundbögen. Das Deckengewölbe ist mit farbig gefassten und teilweise vergoldeten Stuckornamenten dekoriert. Rechts und links öffnen sich grau-granitene Rundbögen zu den Seitenkapellen, die durch Gitter verschlossen sind. Vorne rechts die Kanzel aus weißem und schwarzem Marmor und mit dem Emblem der Dominikaner.
Die Apsis und die gesamte Kirche wird von einem enormen vergoldeten Hochaltar in klassisch-frühbarocken Formen beherrscht, dessen Nischen in vier Etagen von zahlreichen farbig gefassten Heiligenfiguren bevölkert werden. In den Querschiffen befinden sich reich geschnitzte und ornamentierte Barockaltäre im Churriguera-Stil.

Ansichten von Santo Domingo (Puebla)
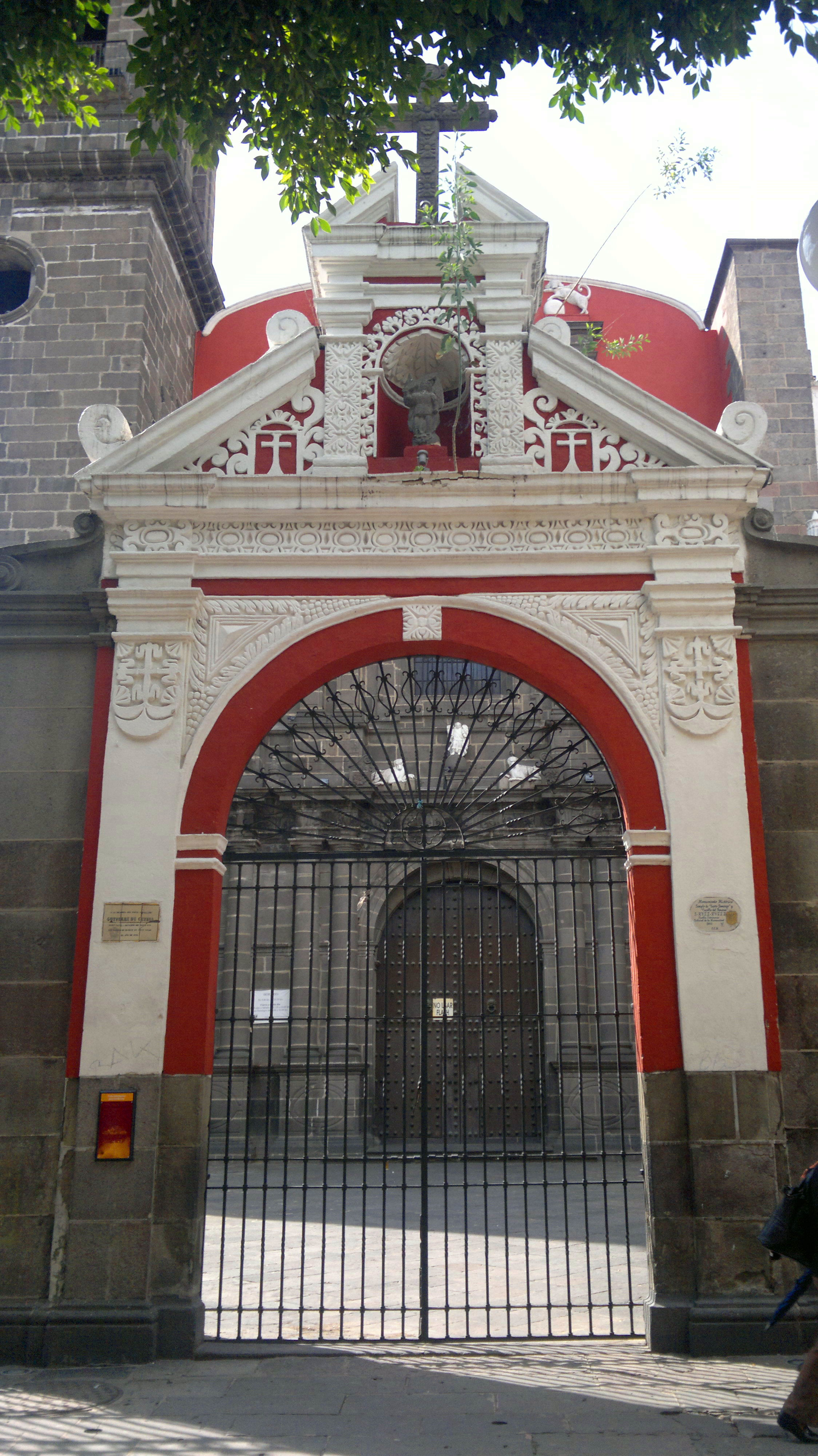
Eingangsportal
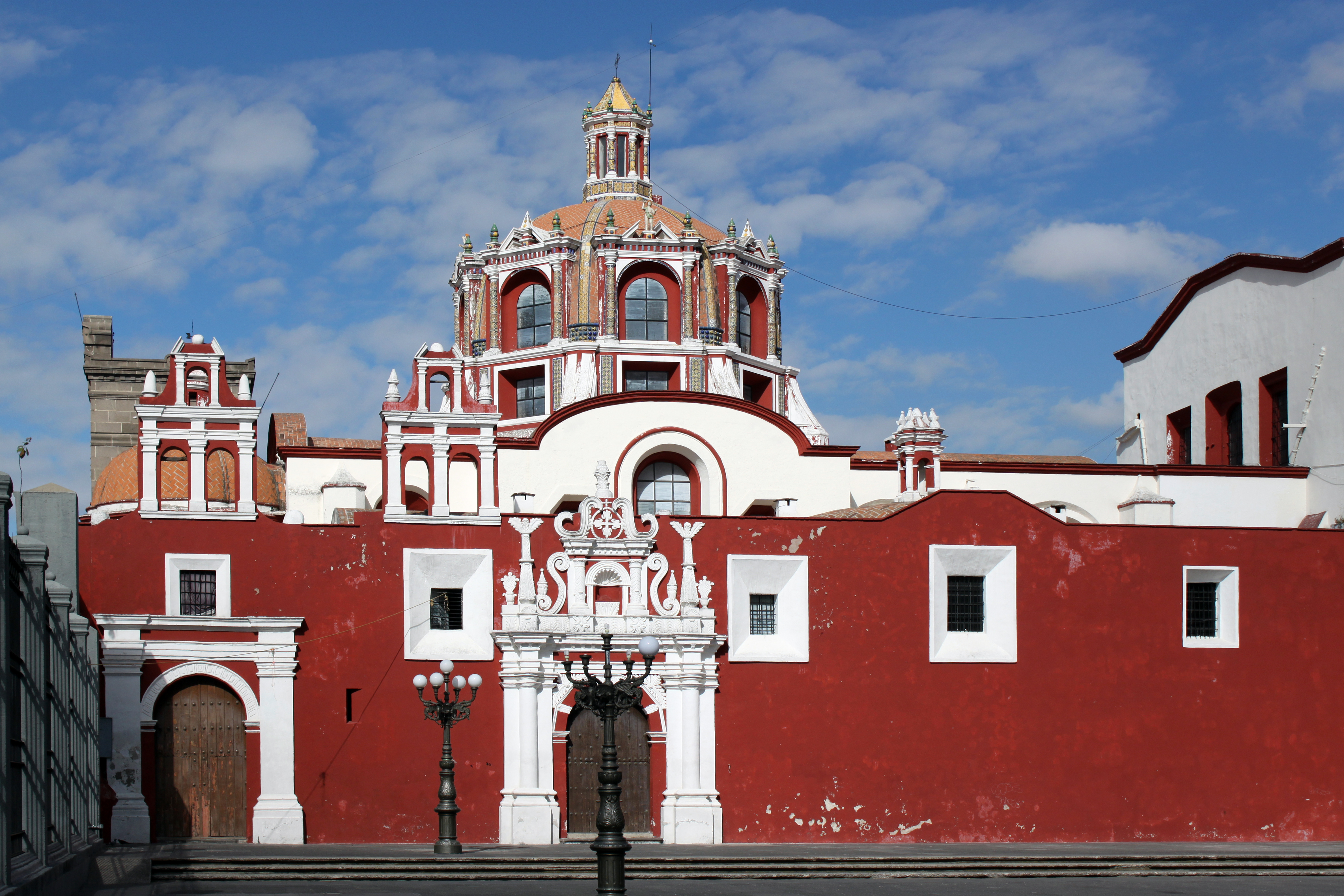
Außenansicht der Capilla de Rosario mit Kuppel
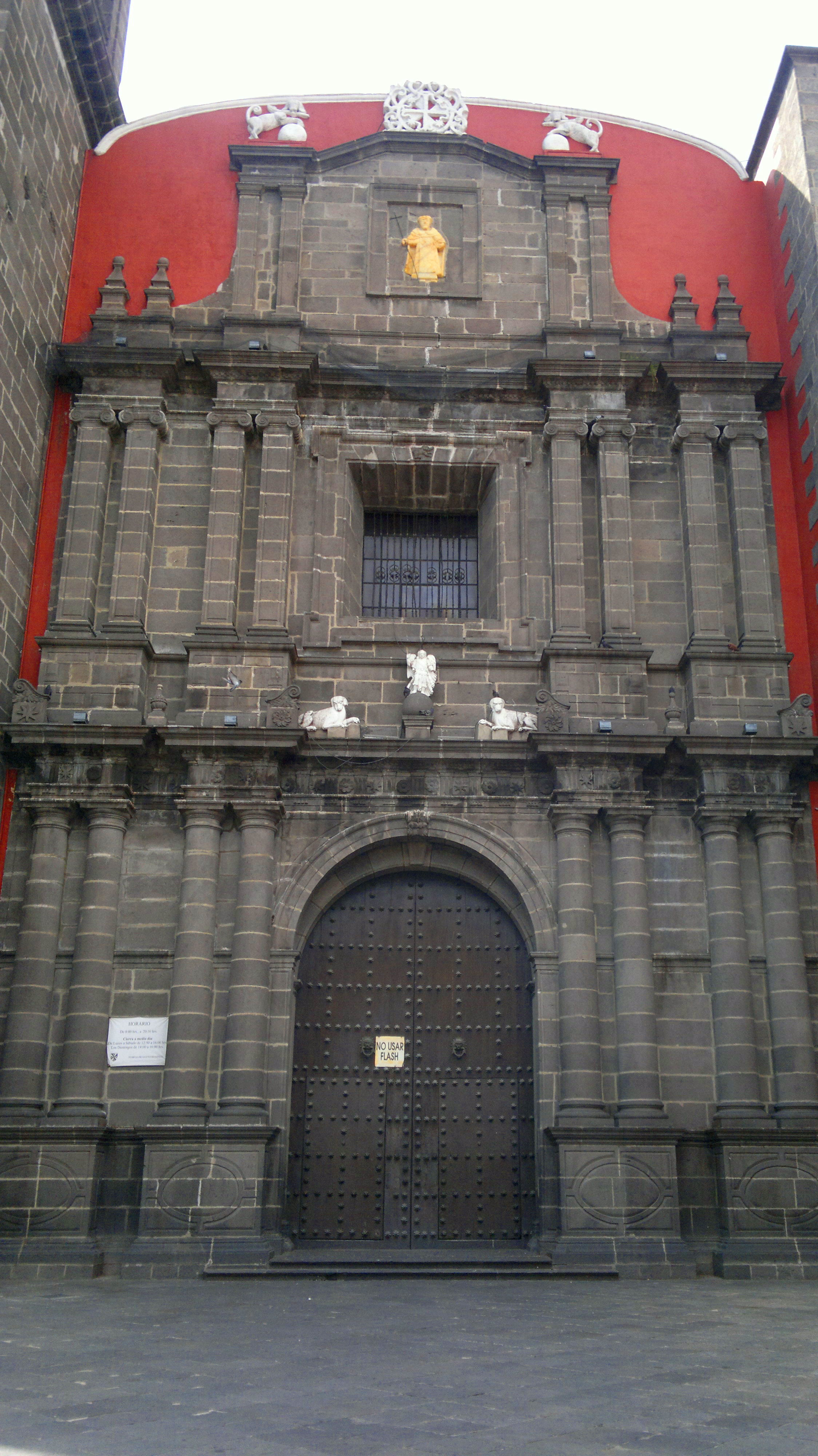
Kirchenfassade mit Hauptportal
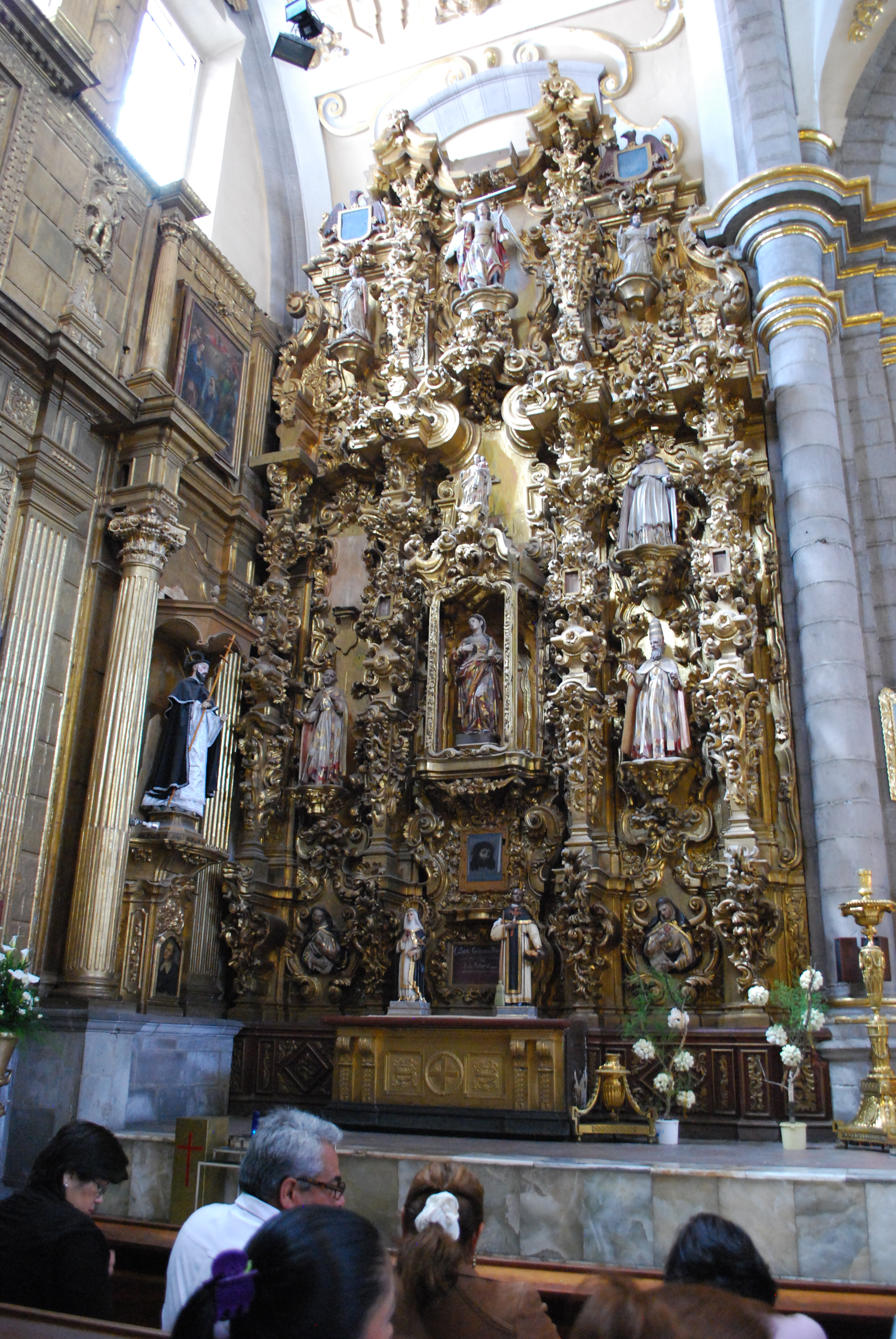
Barockaltar im linken Querschiff
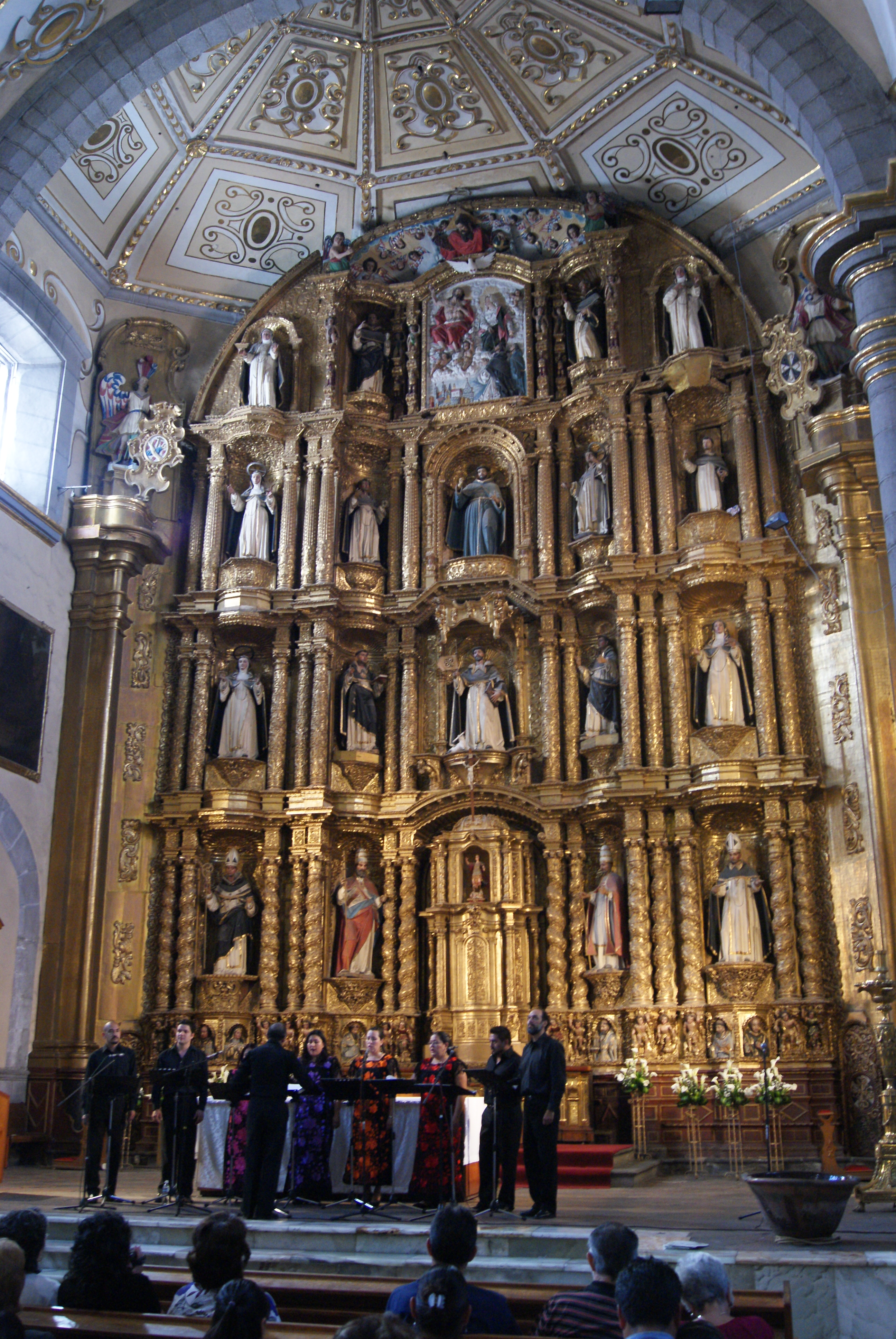
Der Hochaltar während einer Alte-Musik-Aufführung mit der „Capilla Virreinal de la Nueva España“ unter Aurelio Tello
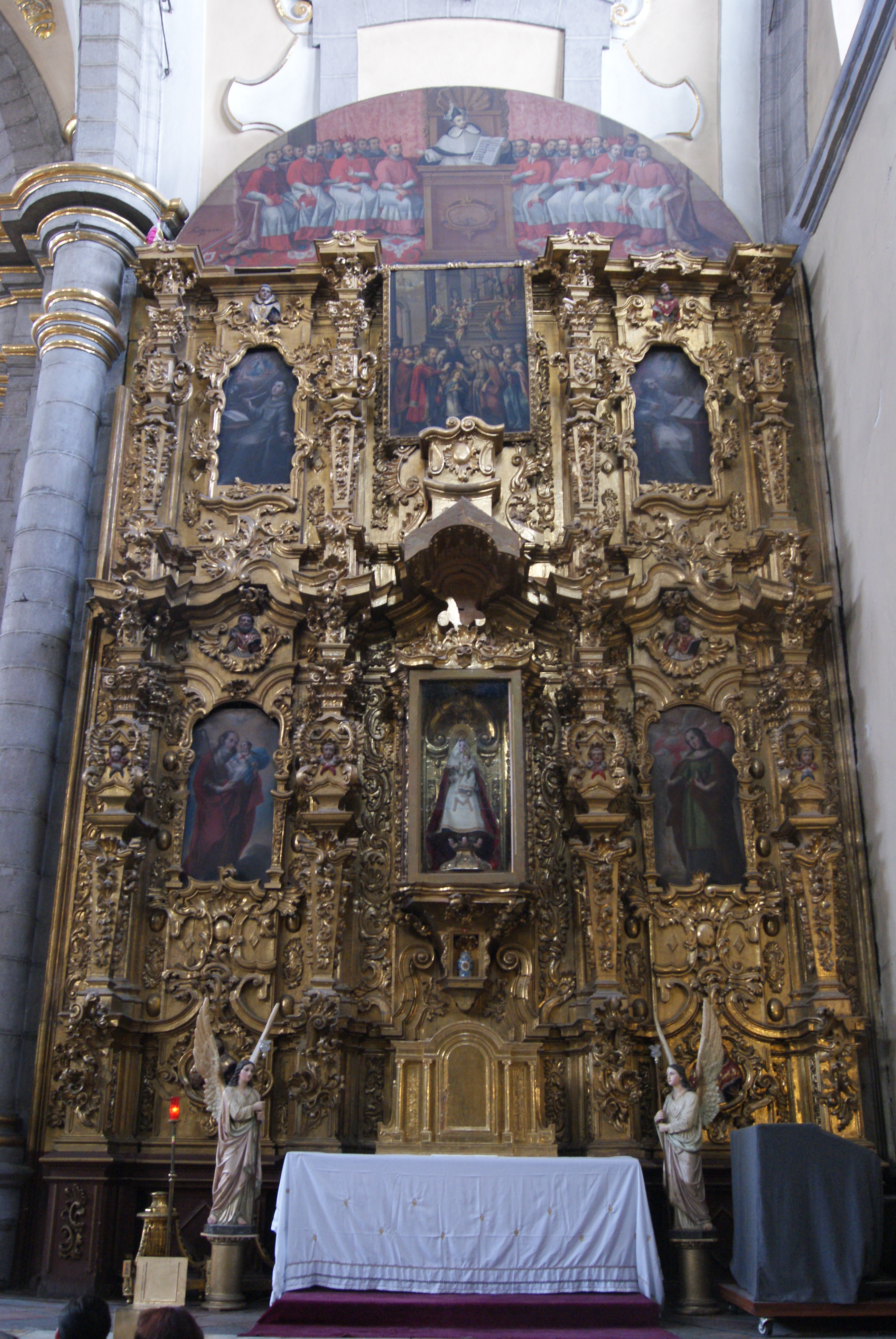
Barockaltar im rechten Querschiff

## Die Capilla del Rosario

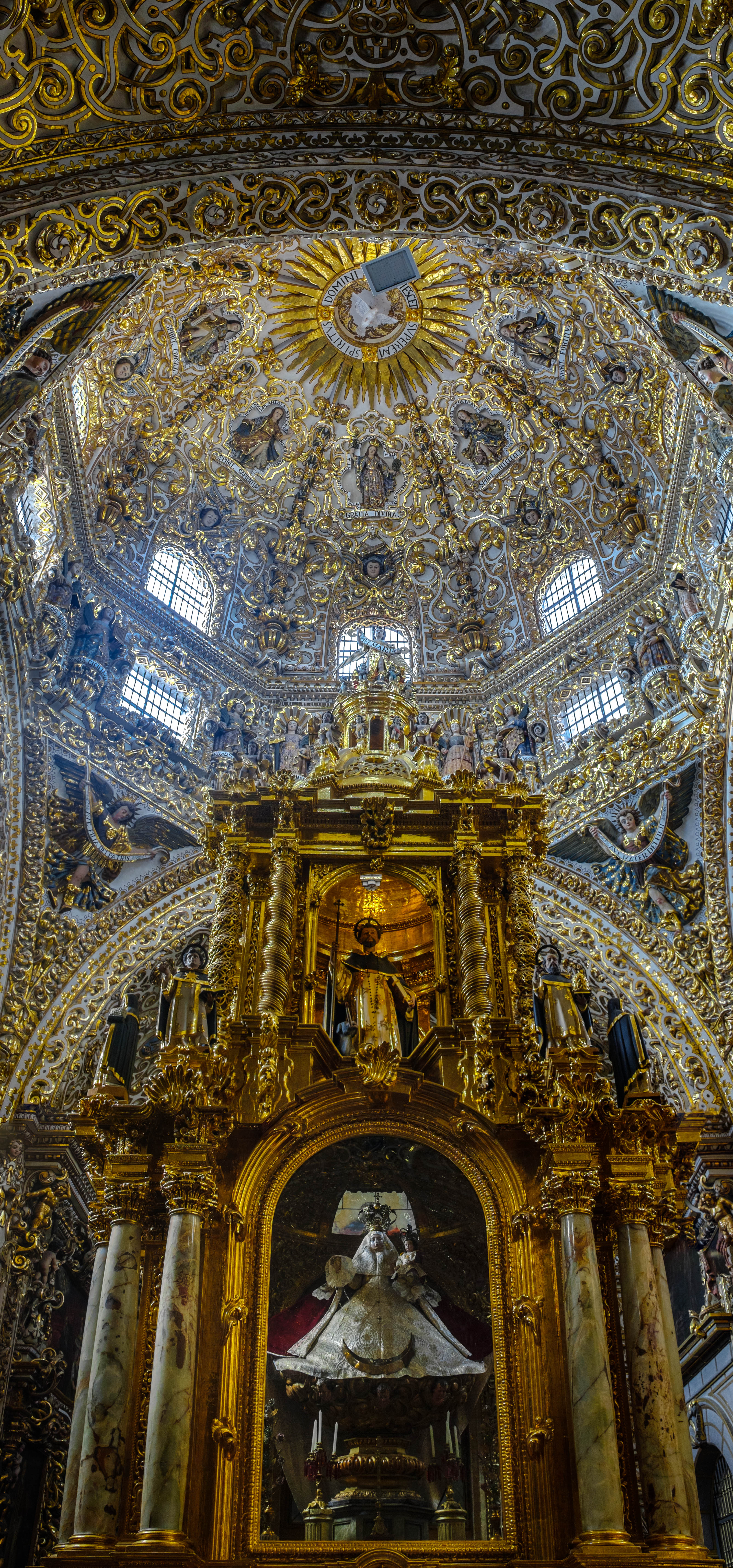
Der Schrein der Rosenkranzmadonna mit Blick in die Kuppel der Rosenkranzkapelle

### Geschichte
Die Capilla del Rosario wurde zwischen 1650 und 1690 erbaut und war die erste Kapelle in Mexiko, die der Rosenkranzmadonna (Nuestra Señora del Rosario) geweiht wurde, als Zeichen der großen Verehrung der Dominikaner für den Rosenkranz.
Die Verehrung des Rosenkranzes war seit dem Ende des 16. Jahrhunderts stark gewachsen. Die erste Idee für die Errichtung der Kapelle stammte von Fray Juan de Cuenca. Die Arbeiten wurden von Fray Agustín Hernández und Fray Diego de Gorozpe geleitet und konnten nach 40-jähriger Bauzeit 1690 abgeschlossen werden. Die Feierlichkeiten zur Weihe der Kapelle begannen am 16. April desselben Jahres und dauerten neun Tage.
Zwischen Mai 1967 und 1971 wurde die Kapelle mit Unterstützung der Fundación Mary Street Jenkins und auf der Basis von alten Zeichnungen restauriert.

## Beschreibung
Die Kapelle hat die Form eines lateinischen Kreuzes, aber mit sehr kurzen Querarmen. Der unterste Wandbereich ist mit einem Fries aus Talavera-Azulejos verkleidet. Der überwältigende Eindruck des Inneren entsteht durch die vollständig mit üppigen Ornamenten aus vergoldetem Stuck und Holzschnitzereien auf weißem Grund geschmückten Wände und Gewölbe. Der Stuck basiert auf einer Masse aus Mehl, Eiweiß und Wasser mit Auflagen aus 24-karätigem Gold. In dem kunstvollen Geflecht aus teilweise pflanzlichen und teils abstrakten Ornamentformen erscheinen außerdem zahlreiche Engel und andere symbolische Figuren, die von Fray Agustín Hernández geschaffen wurden. Das Thema der gesamten Dekoration leitet sich aus Symbolen der christlichen Religion und den Mysterien des Rosenkranzes ab. Ganz oben im Gewölbe des Kirchenschiffs befinden sich Allegorien der drei christlichen Tugenden: Glaube, Hoffnung und (Nächsten-)Liebe. Darum herum, in kleinen Ovalen, sieht man Mariensymbole wie Rosen, weiße Lilien, Iris, einen Brunnen u. a.
Die sechs Gemälde an den Wänden des Kirchenschiff bemalte José Rodríguez Carnero (1649–1725) mit Darstellungen der freudigen Rosenkranzmysterien (Verkündigung, Visitation, Geburt Jesu, Anbetung der Hirten, Darstellung im Tempel, Jesus zwischen den Schriftgelehrten).
Die drei großen Altarbilder, die das Tabernakel in der Vierung umgeben, drehen sich thematisch ebenfalls um die Jungfrau und Gottesmutter Maria. Im linken Querschiff befindet sich die Himmelfahrt Mariä, gegenüber im rechten Querhaus sieht man die Marienkrönung. Das riesige Hauptaltarbild in der Apsis zeigt „Glorie und Triumph des Rosenkranzes“.
Davor in der Vierung befindet sich der große prächtige Schrein (mexikanisch: „ciprés“) mit der Figur der Rosenkranzmadonna zwischen Säulen aus Marmor von Tecali (einem Dorf bei Puebla) in der unteren Etage, und darüber der heilige Dominikus zwischen gedrehten salomonischen Säulen und umgeben von kleinen Statuen von Dominikanerheiligen. Oben auf der durchbrochenen Bekrönung des Schreins, zwischen tanzenden Engelsputti, steht der Erzengel Gabriel mit einem Schriftband „Ave Maria“.
Auch die vier großen Engel in den Pendentifs der Kuppel tragen Schriftbänder, auf denen Maria als „Tochter des Vaters“, „Mutter des Sohnes“, „Gemahlin des Heiligen Geistes“ und „Tempel der Heiligen Dreifaltigkeit“ begrüßt wird.
Darüber zwischen den Fenstern des oktogonalen Kuppeltambours stehen 16 Figuren der weiblichen Heiligen: Ursula, Águeda von Catania, Inés, Anastasia, Apollonia, Clara von Assisi, Gertrudis von Helfta, Lugarda, Rosalia von Palermo, Rosa von Viterbo, Teresa de Ávila, Tecla de Iconio, Barbara, Cäcilia von Rom, Lucia von Syrakus und Katharina von Alexandrien.
Darüber in der Kuppelrotunde, zwischen großen geflügelten Köpfen von Seraphim und Weinranken, sieht man acht allegorische Figuren der Göttlichen Gnade und der Gaben des Heiligen Geistes: Verständnis, Stärke, Frömmigkeit, Gottesfurcht, Wissen, guter Rat und Weisheit.
Über allem, im Zentrum der Kuppel, schwebt die Taube des Heiligen Geistes inmitten einer vielstrahligen goldenen Lichtgloriole.

Impressionen der Capilla del Rosario
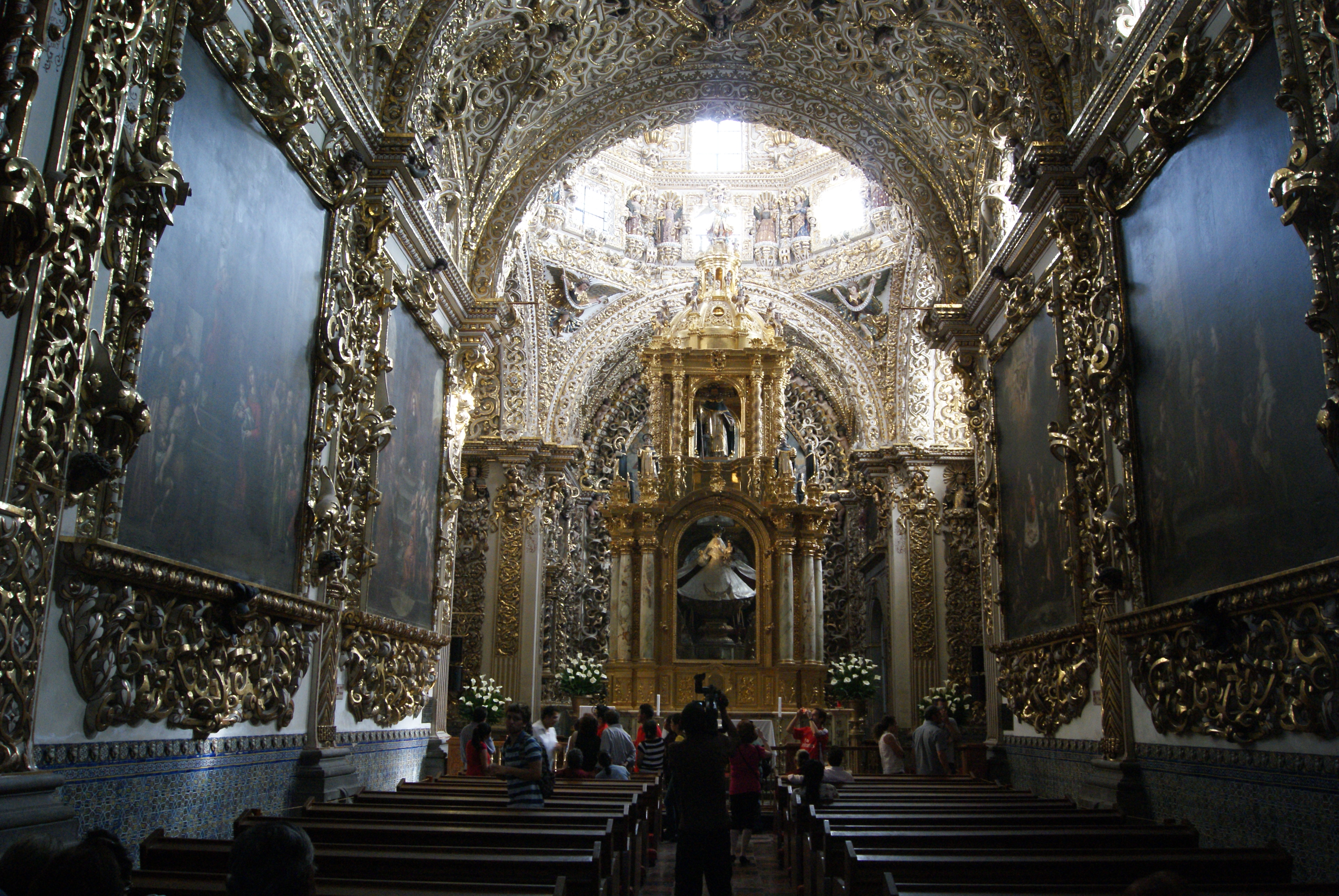
Im Kirchenschiff der Capilla del Rosario
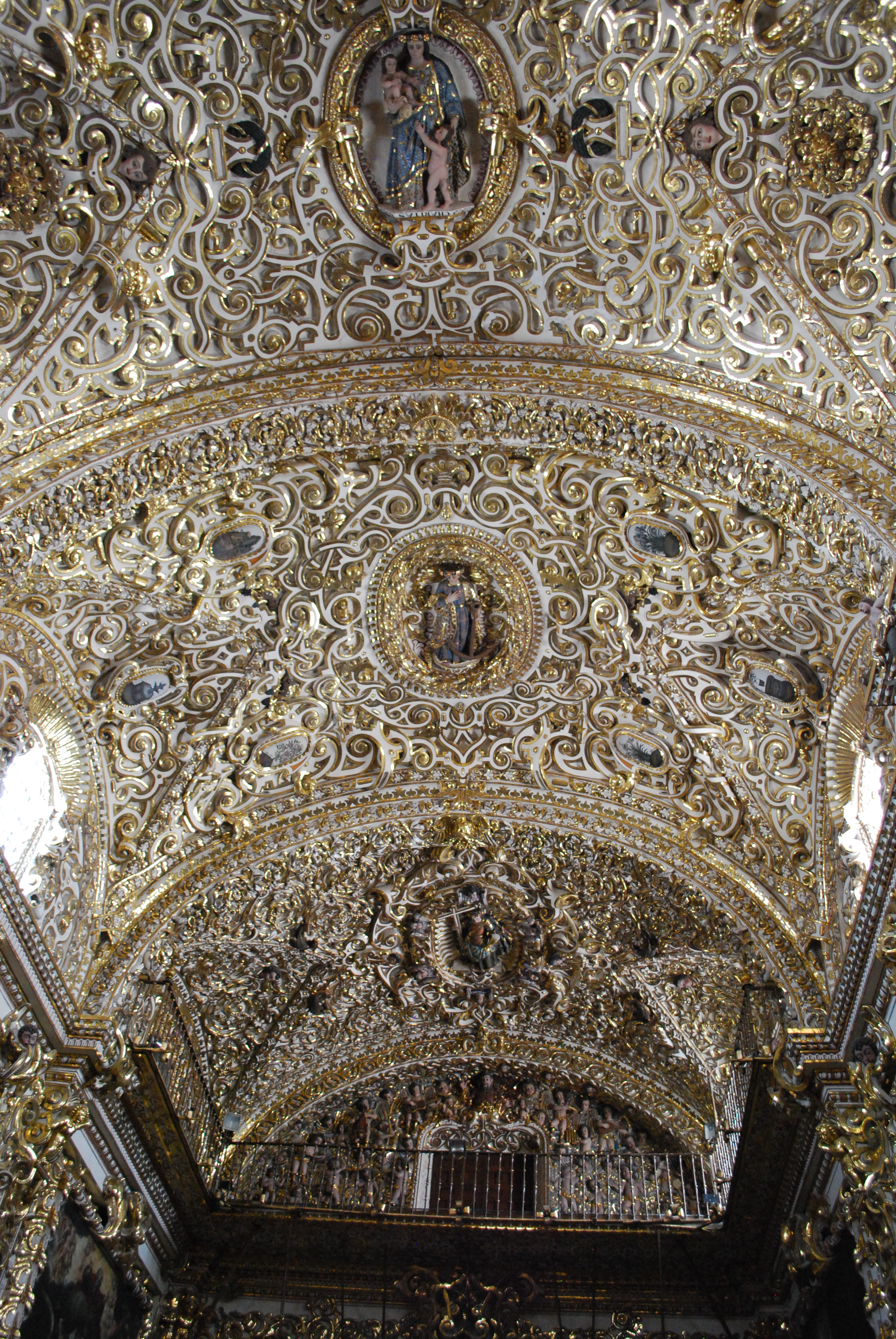
Deckengewölbe mit den Allegorien von Glaube, Hoffnung und Liebe (Zentrum) und Mariensymbolen
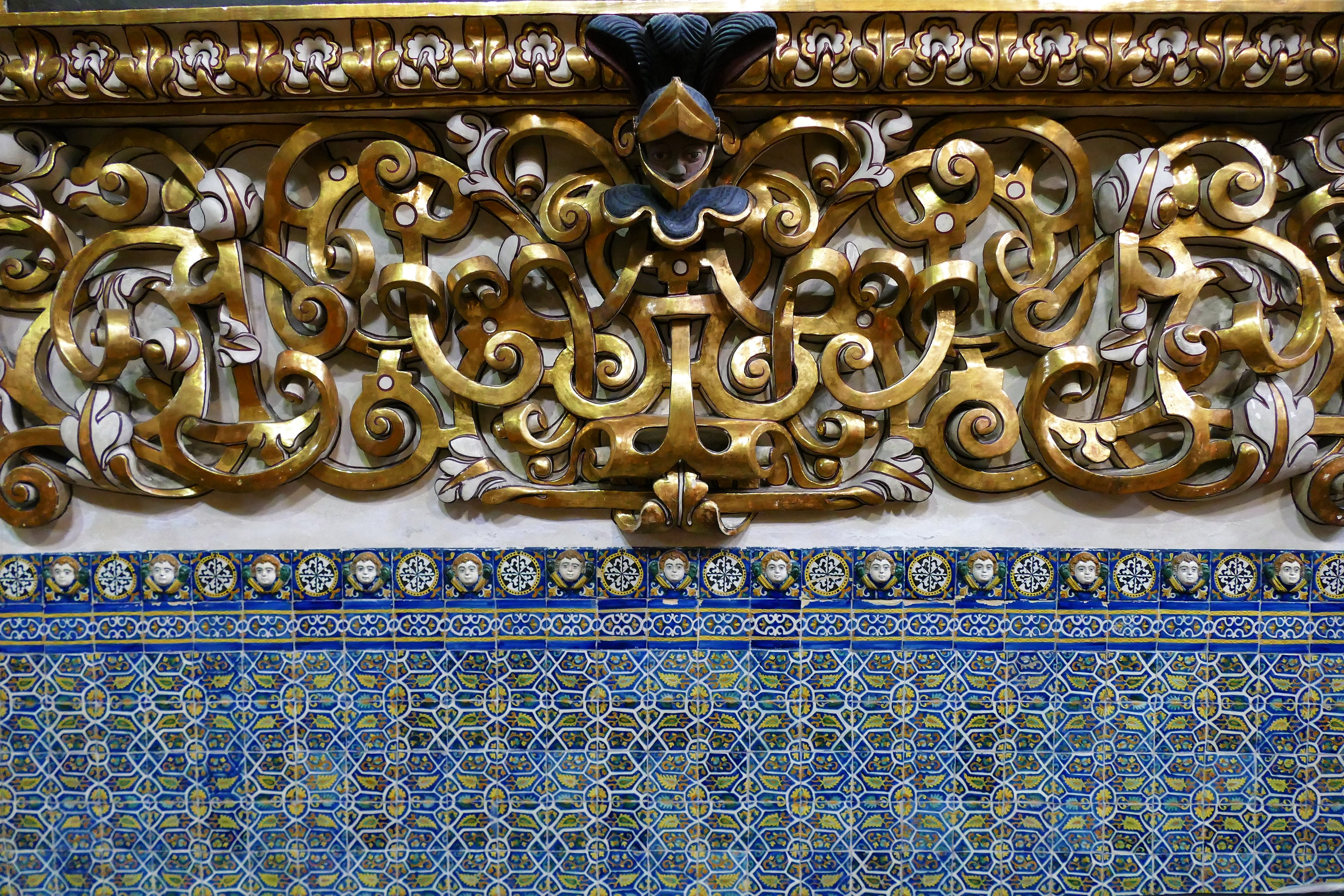
Talavera-Azulejos und Stuckdekor im unteren Wandbereich
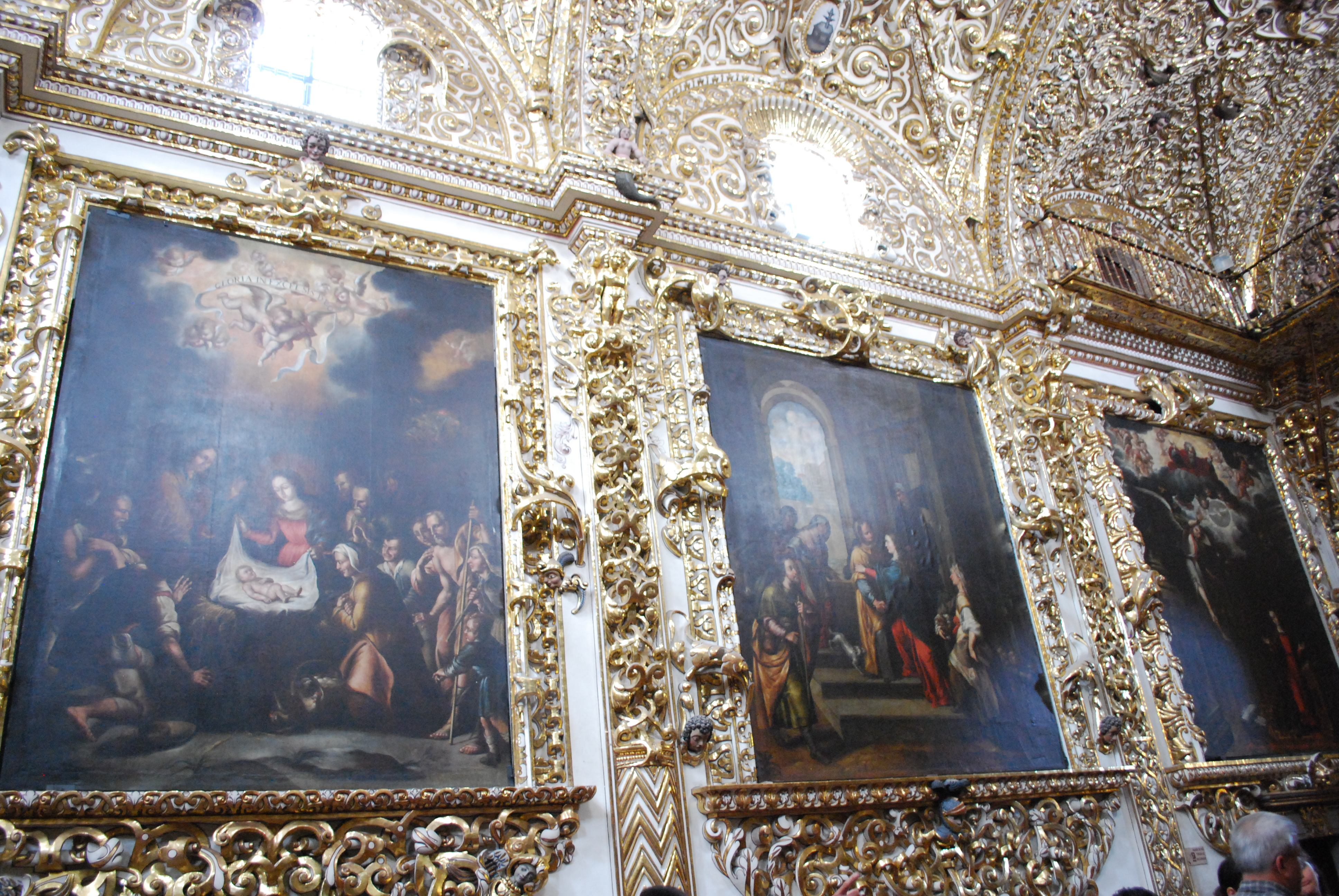
Gemälde der rechten Seitenwand (Geburt Jesu, Visitation, Verkündigung)
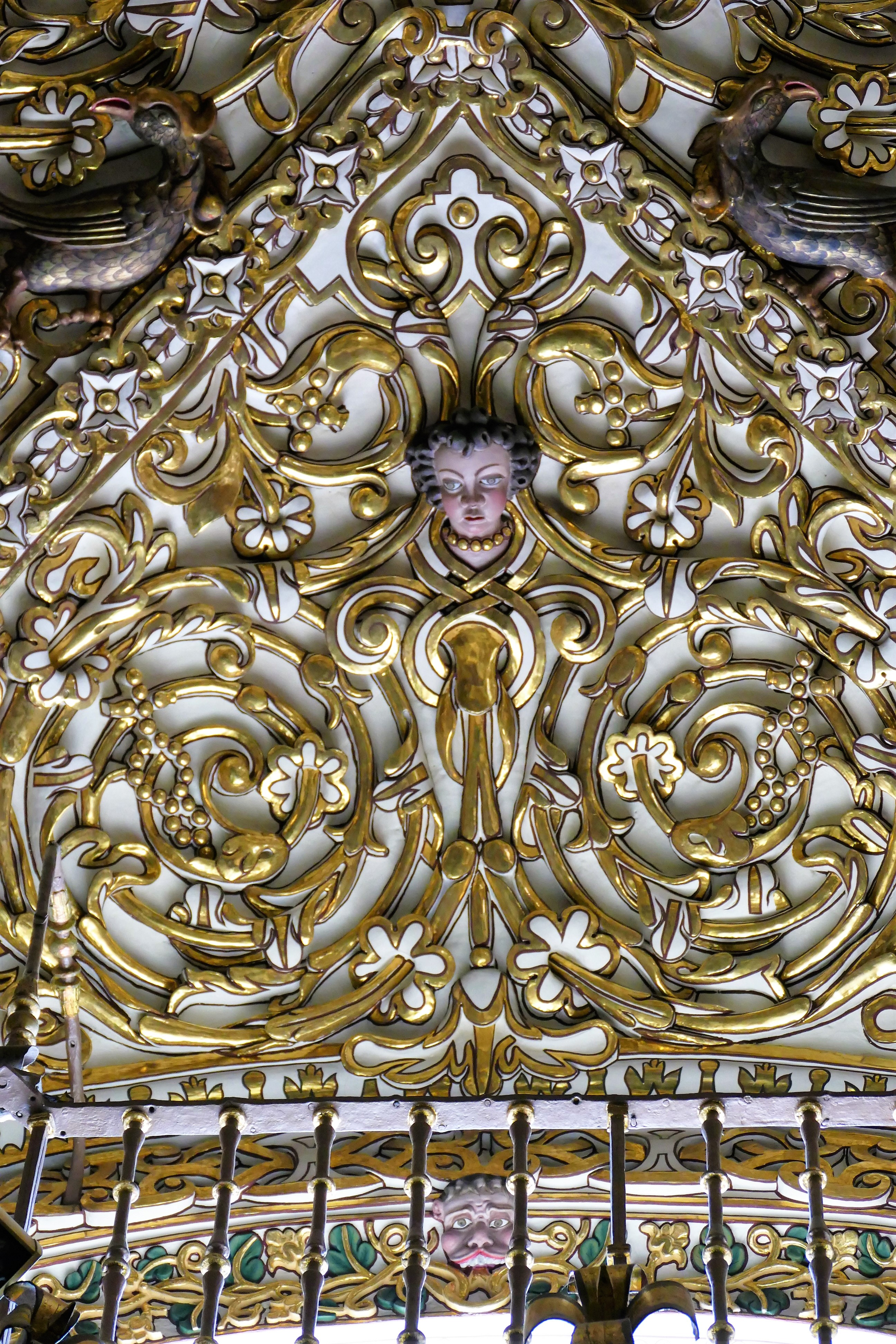
Detail der Dekoration
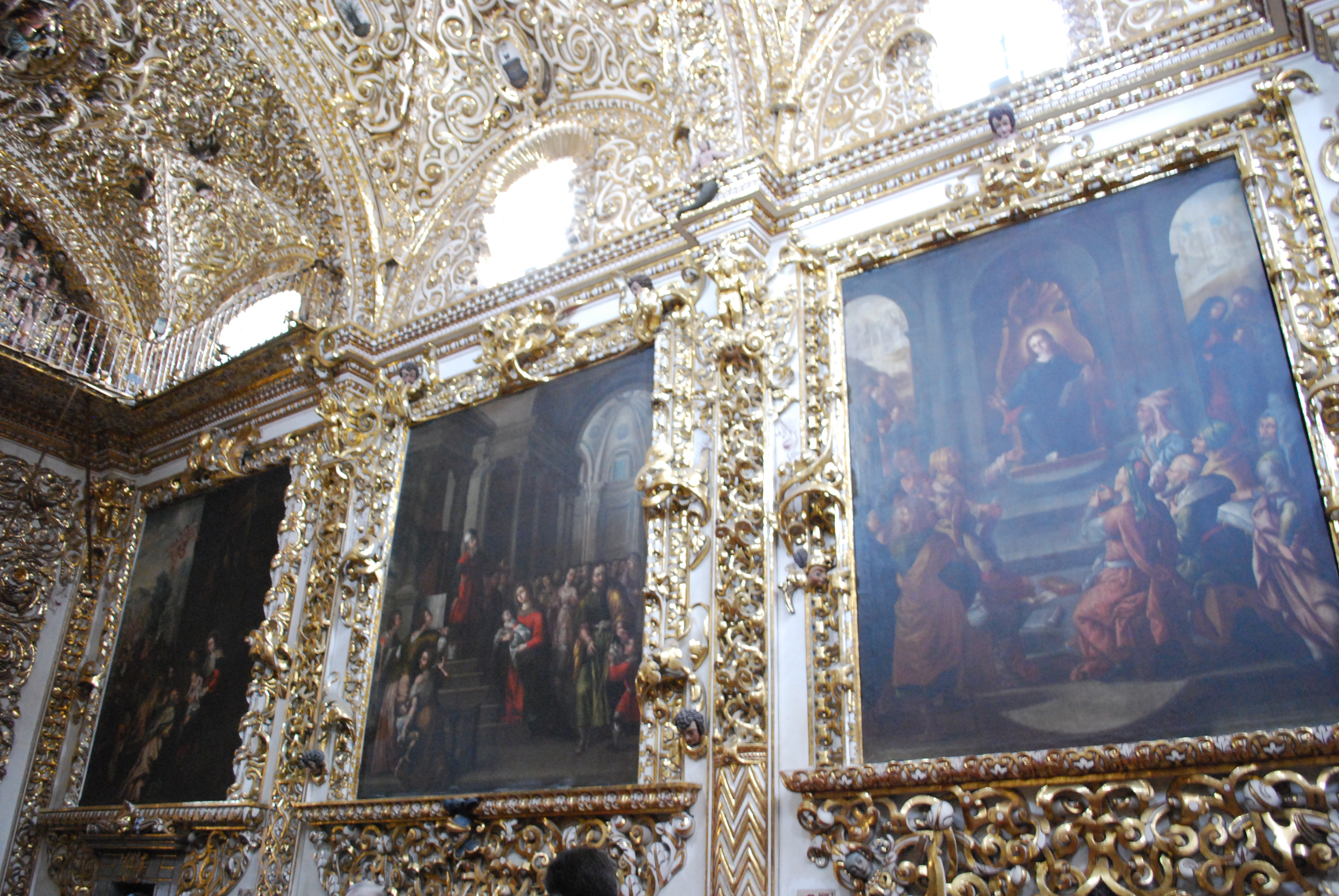
Gemälde der linken Seitenwand (Anbetung der Hirten, Darstellung im Tempel, Jesus bei den Schriftgelehrten)
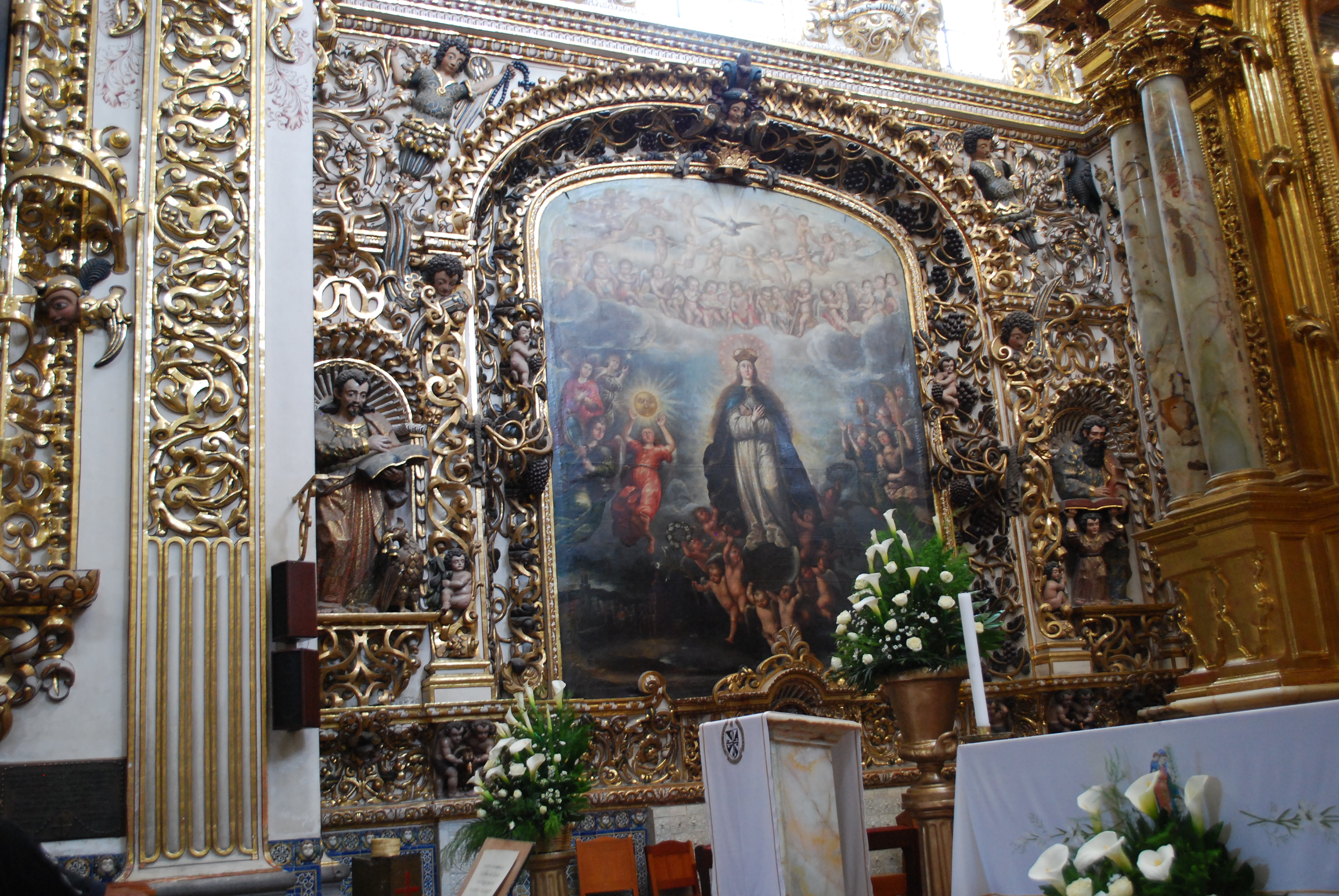
Linker Querhausaltar mit „Himmelfahrt Mariä“
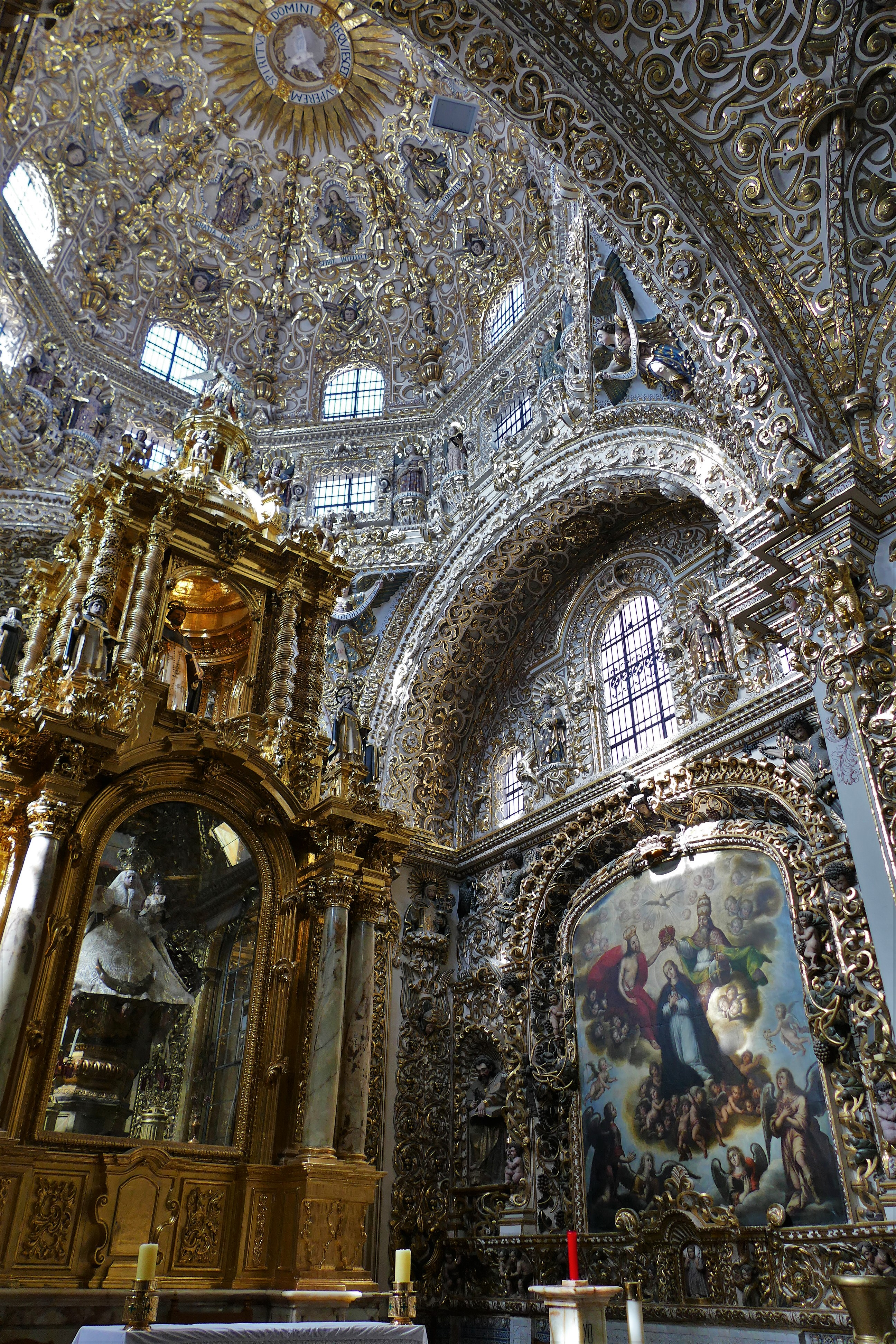
Blick zum rechten Querhausaltar mit „Marienkrönung“
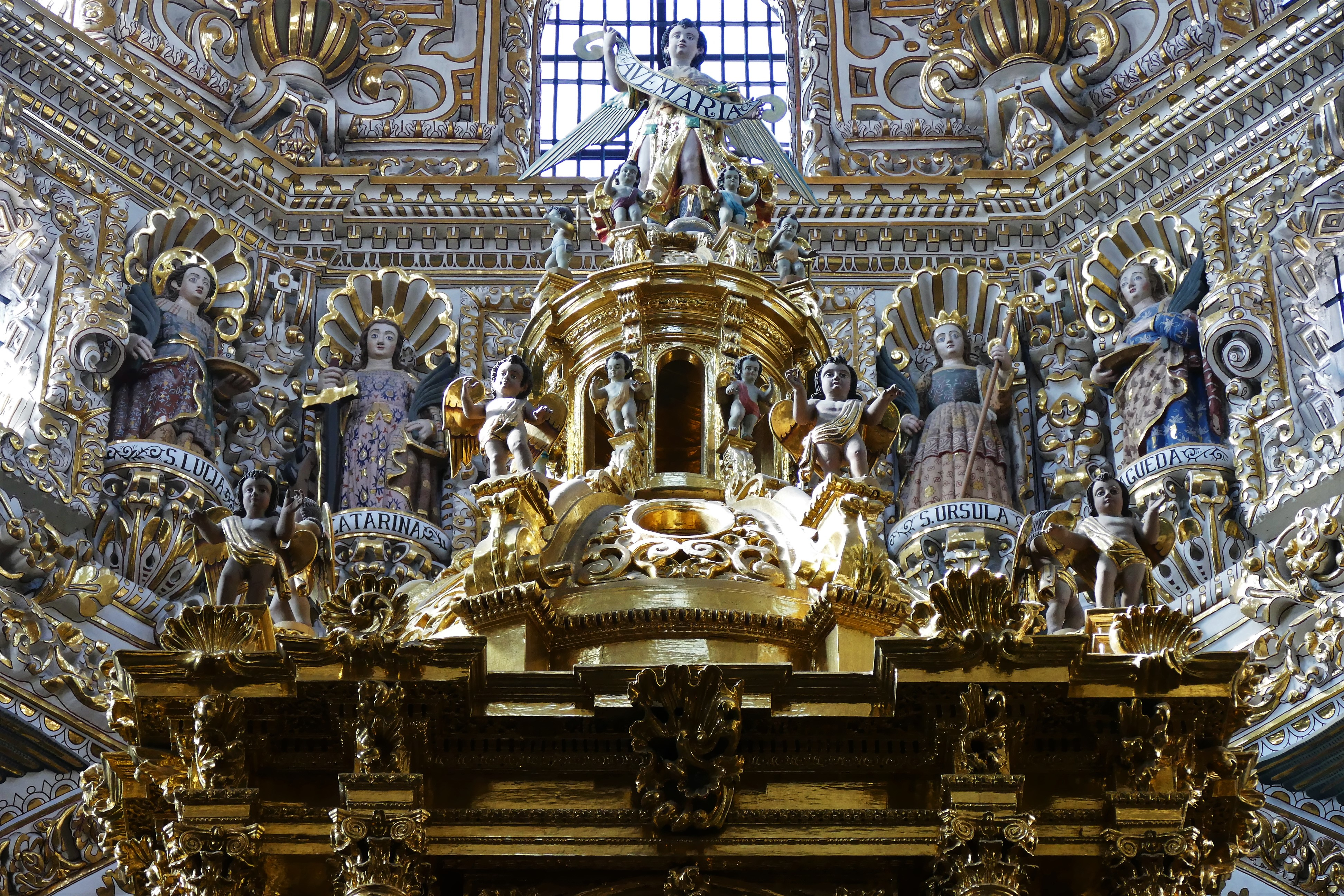
Erzengel Gabriel mit „Ave Maria“ und weiblichen Heiligen im Kuppeltambour

## Einzelanmerkungen
1. 1 2 3 4 5 6 7 8 9 10 11 12 13 14  Miguel Ángel Herrada: „Iglesia de Santo Domingo de Guzmán y Capilla del Rosario“ auf der Website der Gemeinde von Puebla (Ayuntamiento de Puebla), im „web.archive.org“, gesehen am 12. Mai 2019
2. 1 2 3 4 5 6 7 8 9  Luis Alberto Martínez Álvarez: Die „Capilla del Rosario“ im „web.archive.org“, gesehen am 12. Mai 2019
3. 1 2 3 4 5  Die „Capilla del Rosario“ von Puebla auf „viajaporpuebla.mx“, gesehen am 12. Mai 2019
4. 1 2 3 4  „Capilla del Rosario, un tesoro arquitectónico hecho de oro“ auf „cityexpress.com“, gesehen am 12. Mai 2019
5. 1 2 3 4 5 6 7 8  Mónica Delgado Solano: „Capilla del Rosario (Puebla, México)“, in: „Catholic.net“, gesehen am 12. Mai 2019